# Basin (cratera)
Basin é uma cratera marciana. Tem como característica 15.7 quilômetros de diâmetro. Deve o seu nome a Basin, uma localidade no estado de Wyoming, nos Estados Unidos.